# 莫里茨棱堡
莫里茨棱堡（Moritzbastei）是莱比锡城墙唯一幸存的部分。从1979年至93年，她是属于莱比锡大学的大学生俱乐部。自1993年以后由莫里茨棱堡基金会管理，成为一个文化中心。 
1796年至1834年，在城墙废墟上兴建德国第一个非教派公立学校。1813年莱比锡战役期间俄罗斯伤兵住在学校内。1875年，改为女子高级职业学校圣安妮学校。在二战中，学校遭轰炸被毁。瓦砾和被摧毁的大楼填平了该堡垒的地窖。莫里茨棱堡废墟上形成的土坡上长满了灌木和小树。
1973年到1974年，卡尔马克思大学（今莱比锡大学）的学生们发现莫里茨棱堡的废墟是学生俱乐部的合适地点，他们说服了大学和市政府，在1974年，莫里茨棱堡分配给了大学生。15万人无偿劳动，清除约40,000立方米的瓦砾。其中有30,000名学生，包括现任总理默克尔。整个建筑成为“欧洲最大的学生俱乐部”，免费举办讲座，圆桌会议和文化活动。
作为萨克森高等教育改革的一部分，1992年，莫里茨棱堡脱离莱比锡大学，不再是学生管理的俱乐部，改为商业公司。莫里茨棱堡基金会的宗旨是促进和维护莱比锡的学生和学术文化，包括莱比锡市，萨克森自由州，莱比锡大学和学生代表。该公司经营没有政府资助，一些文化项目由莱比锡市的文化署赞助。来自世界各地的艺术家们在这里表演，学生模样的观众比例很高。  